# 魔星高照
《魔星高照》，為2003年衛視中文台與星空衛視製作并開始播放的一檔魔術節目，由劉謙及來自廣州的魔術師杨杰主持。在當時為逢週三晚上十時左右播放。

## 內容
該節目包含街頭魔術以及教導藝人明星們變魔術等內容。

## 反響
該節目在星空衛視獲得高收視率。使得劉謙開始為人熟識，開始走紅大江南北。在其後更促使劉謙在中視《我猜我猜我猜猜猜》節目中露臉。再後更登上中國中央電視臺春節聯歡晚會的舞臺。